# Топтул
Топту́л (чув. Топтул) — деревня в Цивильском районе Чувашии в составе Богатырёвского сельского поселения.

## География
Расстояние до Чебоксар — 55 км, до районного центра — города Цивильск — 18 км, до железнодорожной станции — 15 км. 

### Административно-территориальное деление
В XIX — начале XX века в составе Чебаевской волости Ядринского уезда, с 1921 года — в Цивильском уезде, с 1927 года в составе Цивильского района. Сельские советы: Топтулкасы Салтыганово: с 1 октября 1927 года — Богатырёвский; Топтулкасы Шаксубино: с 1 октября 1927 года — Шорсирминский. После слияния деревень (с 31 января 1935 года) — Богатырёвский.

## История
Образована слиянием деревень Топтулкасы́ Шаксу́бино  (чув. Топтулкасси Шакшӑн) и Топтулкасы́ Салтыга́ново (чув. Малти Топтулкасси), утверждена 31 января 1935 года. 

Жители до 1866 года — государственные крестьяне; занимались земледелием, животноводством.

## Название
Название — антропоним, от имени основателя — Топтул.

### Исторические и прежние названия
Татул-касы Шаксубиной, Таптул-касы Салтыгановой (1897); Топтулкасы (1917—1926).

## Население
| 2010 | 2012 |
| ---- | ---- |
| 40   | ↗48  |

По данным Всероссийской переписи населения 2002 года в деревне проживало 45 человек, чуваши.

## Инфраструктура
Улицы: Афанасьева, Гагарина.